# Hassler Whitney
Hassler Whitney (New York, 23 marzo 1907 – Princeton, 10 maggio 1989) è stato un matematico statunitense, vincitore del premio Wolf nel 1983.